# Plicnatí
Plicnatí (Pulmonata) je skupina (např. řád, podřád či „neformální skupina“) plžů charakteristická tím, že její zástupci dýchají vzduch přes plicní dutiny (na rozdíl od ostatních plžů získávajících kyslík přes žábry). 
Jsou to suchozemské, sladkovodní či vzácně i mořské druhy. Jsou to obojetníci s přímým vývojem (nemají larvy), jsou většinou hermafroditi. V plášťové dutině vznikají „plíce“ se stažitelným přístupovým otvorem, ktenidia nemají (možná vyjma rodu Siphonaria). Nervová soustava má silnou tendenci tvořit shluky.

## Klasifikace
Plicnatí se běžně dělí na dvě hlavní skupiny:
- Basommatophora – spodnoocí
  - plovatka bahenní, okružák ploský
- Stylommatophora – stopkoocí
  - hlemýžď zahradní, páskovka keřová, plzák lesní, slimák

Novější studie však volí poměrně odlišné systémy:
- Basommatophora
- Eupulmonata
  - Systellommatophora (= Gymnomorpha)
  - Stylommatophora
  - „limacoid clade“ (různí nazí plži)